# Зовнішня політика Чорногорії
На референдумі 21 травня 2006 року народ Чорногорії проголосував за вихід із Державного союзу Сербії та Чорногорії. Це було підтверджено Декларацією про незалежність парламентом Чорногорії 3 червня 2006 року. Парламент одночасно просив міжнародного визнання й окреслив зовнішньополітичні цілі держави.
Серед першочергових зовнішньополітичних завдань, проголошених у декларації парламентом 3 червня 2006 року, — вступ до ООН (що відбулось 28 червня 2006 року), інтеграція в ЄС та НАТО.
Росія заявила про визнання Чорногорії 11 червня, Рада Європейського союзу — 12 червня, так само як і США. Велика Британія заявила про визнання 13 червня, а два інших постійних члена РБ ООН — Китай та Франція — 14 червня.
30 листопада 2006 року уряд прийняв Меморандум про Угоду між Урядами Республіки Чорногорії та Республіки Сербії стосовно консульського захисту та послуг для громадян Чорногорії. За цією угодою Республіка Сербія через свою мережу дипломатичних і консульських місій надає консульські послуги для чорногорських громадян на території держав, у яких Чорногорія не має представництв.
У жовтні 2008 року Чорногорія офіційно визнала незалежність Косова.
28 квітня 2017 парламент країни ратифікував угоду про приєднання до НАТО. 5 червня 2017 року Чорногорія офіційно стала членом НАТО.

## Держави, що визнали незалежність Чорногорії

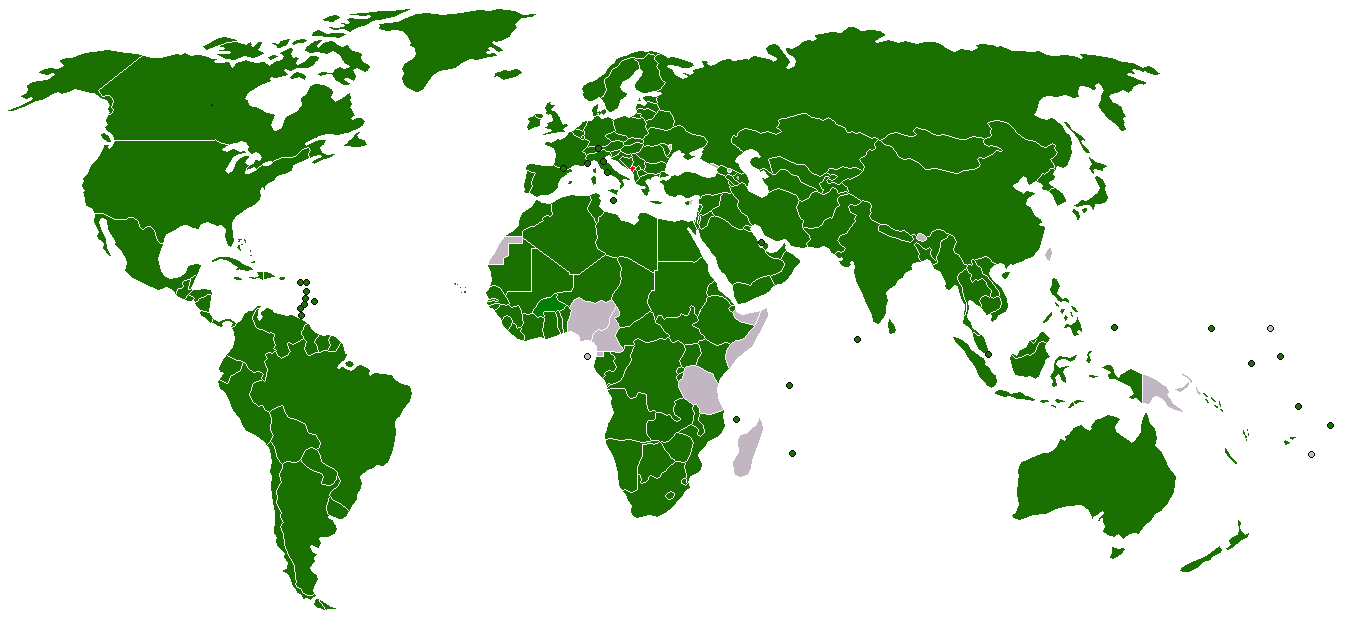
Країни, які визнали незалежність Чорногорії та встановили з нею дипломатичні відносини
Держави, що лише визнали незалежність Чорногорії

У даний час Чорногорія визнана незалежною державою з боку 181 міжнародно-визнаних держав. Вона підтримує дипломатичні відносини з частково визнаними Державою Палестина, Республікою Косово, а також із Євросоюзом та Мальтійським орденом. Нижче наведено список держав у порядку визнання незалежності і/або встановлення дипломатичних відносин із Чорногорією.

### Суверенні держави
| №   | Держава                          | Дата визнання     | Дата встановлення дипломатичних відносин |
| --- | -------------------------------- | ----------------- | ---------------------------------------- |
| 1   | Ісландія                         | 8 червня 2006     | 26 вересня 2006                          |
| 2   | Швейцарія                        | 9 червня 2006     | 5 липня 2006                             |
| 3   | Гвінея-Бісау                     | 9 червня 2006     | 29 червня 2006                           |
| 4   | Росія                            | 10 червня 2006    | 26 червня 2006                           |
| 5   | Болгарія1                        | 12 червня 2006    | 2 серпня 2006                            |
| 6   | Хорватія1                        | 12 червня 2006    | 7 липня 2006                             |
| 7   | Північна Македонія               | 12 червня 2006    | 14 червня 2006                           |
| 8   | Естонія1                         | 12 червня 2006    | 13 червня 2006                           |
| 9   | Латвія1                          | 12 червня 2006    | 19 червня 2006                           |
| 10  | Австрія1                         | 12 червня 2006    | 12 липня 2006                            |
| 11  | Туреччина                        | 12 червня 2006    | 3 липня 2006                             |
| 12  | Мальта1                          | 12 червня 2006    | 19 липня 2006                            |
| 13  | Угорщина1                        | 12 червня 2006    | 14 червня 2006                           |
| 14  | Чехія1                           | 12 червня 2006    | 15 червня 2006                           |
| 15  | США                              | 12 червня 2006    | 7 серпня 2006                            |
| 16  | Велика Британія                  | 13 червня 2006    | 13 червня 2006                           |
| 17  | Канада                           | 13 червня 2006    | 5 вересня 2006                           |
| 18  | Румунія1                         | 13 червня 2006    | 9 серпня 2006                            |
| 19  | Словаччина1                      | 13 червня 2006    | 25 липня 2006                            |
| 20  | Греція1                          | 13 червня 2006    | 18 грудня 2006                           |
| 21  | Люксембург1                      | 13 червня 2006    | 21 вересня 2006                          |
| 22  | Франція1                         | 13 червня 2006    | 13 червня 2006                           |
| 23  | Ізраїль                          | 13 червня 2006    | 12 липня 2006                            |
| 24  | Сінгапур                         | 14 червня 2006    | 30 червня 2006                           |
| 25  | Швеція1                          | 14 червня 2006    | 26 червня 2006                           |
| 26  | КНР                              | 14 червня 2006    | 6 липня 2006                             |
| 27  | Італія1                          | 14 червня 2006    | 14 червня 2006                           |
| 28  | Вірменія                         | 14 червня 2006    | 7 листопада 2006                         |
| 29  | Німеччина1                       | 14 червня 2006    | 14 червня 2006                           |
| 30  | Бразилія                         | 14 червня 2006    | 20 жовтня 2006                           |
| 31  | Данія1                           | 15 червня 2006    | 15 червня 2006                           |
| 32  | Сербія                           | 15 червня 2006    | 22 червня 2006                           |
| 33  | Японія                           | 16 червня 2006    | 24 липня 2006                            |
| 34  | Норвегія                         | 16 червня 2006    | 21 червня 2006                           |
| 35  | Іспанія1                         | 16 червня 2006    | 12 грудня 2006                           |
| 36  | Кіпр1                            | 16 червня 2006    | 12 березня 2007                          |
| 37  | Нідерланди1                      | 16 червня 2006    | 8 вересня 2006                           |
| 38  | Андорра                          | 16 червня 2006    | 28 липня 2006                            |
| 39  | Бахрейн                          | 18 червня 2006    | 25 вересня 2009                          |
| 40  | Мексика                          | 19 червня 2006    | 5 червня 2007                            |
| 41  | Португалія1                      | 19 червня 2006    | 17 травня 2007                           |
| 42  | Україна                          | 19 червня 2006    | 22 серпня 2006                           |
| 43  | ДР Конго                         | 19 червня 2006    | 22 вересня 2010                          |
| 44  | Ватикан                          | 19 червня 2006    | 16 грудня 2006                           |
| 45  | Алжир                            | 20 червня 2006    | 24 вересня 2007                          |
| 46  | Словенія1                        | 20 червня 2006    | 21 червня 2006                           |
| 47  | Ірландія1                        | 20 червня 2006    | 20 червня 2006                           |
| 48  | Таджикистан                      | 20 червня 2006    | 23 серпня 2006                           |
| 49  | Польща1                          | 20 червня 2006    | 14 серпня 2006                           |
| 50  | Боснія і Герцеговина             | 21 червня 2006    | 14 вересня 2006                          |
| 51  | Південна Корея                   | 21 червня 2006    | 4 вересня 2006                           |
| 52  | Ліхтенштейн                      | 21 червня 2006    | 26 березня 2007                          |
| 53  | Молдова                          | 21 червня 2006    | 9 березня 2007                           |
| 54  | Білорусь                         | 21 червня 2006    | 8 серпня 2006                            |
| 55  | Північна Корея                   | 21 червня 2006    | 16 серпня 2007                           |
| 56  | Литва1                           | 22 червня 2006    | 18 липня 2006                            |
| 57  | Лівія                            | 22 червня 2006    | 9 лютого 2011                            |
| 58  | Бельгія1                         | 23 червня 2006    | 25 липня 2006                            |
| 59  | Аргентина                        | 23 червня 2006    | 13 вересня 2006                          |
| 60  | Сан-Марино                       | 23 червня 2006    | 29 березня 2007                          |
| 61  | Австралія                        | 27 червня 2006    | 1 вересня 2006                           |
| 62  | Чилі                             | 27 червня 2006    | 24 липня 2006                            |
| 63  | В'єтнам                          | 28 червня 2006    | 4 серпня 2006                            |
| 64  | Самоа                            | 28 червня 2006    | 28 січня 2011                            |
| 65  | Фінляндія1                       | 29 червня 2006    | 12 липня 2006                            |
| 66  | Камбоджа                         | 29 червня 2006    | 12 жовтня 2009                           |
| 67  | Марокко                          | 30 червня 2006    | 8 вересня 2009                           |
| 68  | Пакистан                         | 30 червня 2006    | 23 жовтня 2006                           |
| 69  | Перу                             | 3 липня 2006      | 12 вересня 2006                          |
| 70  | Куба                             | 5 липня 2006      | 20 жовтня 2006                           |
| 71  | ПАР                              | 6 липня 2006      | 11 жовтня 2006                           |
| 72  | Іран                             | 7 липня 2006      | 28 липня 2006                            |
| 73  | Албанія                          | 12 липня 2006     | 1 серпня 2006                            |
| 74  | Сейшельські Острови              | 13 липня 2006     | 19 травня 2010                           |
| 75  | Нова Зеландія                    | 17 липня 2006     | 17 липня 2006                            |
| 76  | Туніс                            | 20 липня 2006     | 7 березня 2007                           |
| 77  | Судан                            | 20 липня 2006     | 31 жовтня 2006                           |
| 78  | Індонезія                        | 24 липня 2006     | 21 вересня 2011                          |
| 79  | Азербайджан                      | 24 липня 2006     | 24 квітня 2008                           |
| 80  | Казахстан                        | 25 липня 2006     | 16 січня 2007                            |
| 81  | Туркменістан                     | 25 липня 2006     | грудень 2008 або 26 листопада 2008       |
| 82  | Малайзія                         | 25 липня 2006     | 17 серпня 2006                           |
| 83  | Індія                            | 2 серпня 2006     | 2 серпня 2006                            |
| 84  | Лаос                             | 10 серпня 2006    | 4 лютого 2010                            |
| 85  | Афганістан                       | 10 серпня 2006    | 21 вересня 2010                          |
| 86  | Таїланд                          | 16 серпня 2006    | 6 червня 2007                            |
| 87  | Бруней                           | 19 серпня 2006    | 19 січня 2010                            |
| 88  | Ірак                             | 23 серпня 2006    | 30 грудня 2010                           |
| 89  | Сирія                            | серпень 2006      | 30 жовтня 2008                           |
| 90  | Панама                           | 25 серпня 2006    | 9 травня 2008                            |
| 91  | Суринам                          | 1 вересня 2006    | 14 травня 2010                           |
| 92  | Катар                            | 26 вересня 2006   | 16 листопада 2006                        |
| 93  | Гватемала                        | 27 вересня 2006   | 27 вересня 2006                          |
| 94  | Єгипет                           | 27 вересня 2006   | 27 вересня 2006                          |
| 95  | Гвінея                           | 4 жовтня 2006     | 17 листопада 2006                        |
| 96  | Оман                             | 6 жовтня 2006     | 11 квітня 2007                           |
| 97  | М'янма                           | 10 жовтня 2006    | 27 листопада 2006                        |
| 98  | Монголія                         | 30 листопада 2006 | 30 листопада 2006                        |
| 99  | Узбекистан                       | 19 грудня 2006    | 19 грудня 2006                           |
| 100 | Бангладеш                        | 2 березня 2007    | 2 березня 2007                           |
| 101 | Коста-Рика                       | 24 травня 2007    | 24 травня 2007                           |
| 102 | Парагвай                         | 5 червня 2007     | 5 червня 2007                            |
| 103 | Намібія                          | 6 вересня 2007    | 16 листопада 2009                        |
| 104 | Монако                           | 17 жовтня 2007    | 17 жовтня 2007                           |
| 105 | Грузія                           | 29 жовтня 2007    | 29 жовтня 2007                           |
| 106 | Еритрея                          | 18 березня 2008   | 18 березня 2008                          |
| 107 | ОАЕ                              | 4 квітня 2008     | 4 квітня 2008                            |
| 108 | Уругвай                          | 1 грудня 2008     | 25 лютого 2009                           |
| 109 | Ліван                            | 4 грудня 2008     | 4 грудня 2008                            |
| 110 | Домініканська Республіка         | 10 березня 2009   | 10 березня 2009                          |
| 111 | Киргизстан                       | 24 червня 2009    | 24 червня 2009                           |
| 112 | Того                             | 10 вересня 2009   | 21 грудня 2012                           |
| 113 | Еквадор                          | 26 вересня 2009   | 26 вересня 2009                          |
| 114 | Філіппіни                        | 26 вересня 2009   | 26 вересня 2009                          |
| 115 | Нікарагуа                        | 26 вересня 2009   | 26 вересня 2009                          |
| 116 | Колумбія                         | 30 вересня 2009   | 12 серпня 2011                           |
| 117 | Мальдіви                         | 11 жовтня 2009    | 26 листопада 2009                        |
| 118 | Мозамбік                         | 17 листопада 2009 | 27 травня 2010                           |
| 119 | Ангола                           | 21 грудня 2009    | 21 грудня 2009                           |
| 120 | Мавританія                       | 21 грудня 2009    | 21 грудня 2009                           |
| 121 | Йорданія                         | 19 травня 2010    | 19 травня 2010                           |
| 122 | Фіджі                            | 15 червня 2010    | 15 червня 2010                           |
| 123 | Замбія                           | 29 червня 2010    | 29 червня 2010                           |
| 124 | Гондурас                         | 8 липня 2010      | 8 липня 2010                             |
| 125 | Ботсвана                         | 16 липня 2010     | 16 липня 2010                            |
| 126 | Кувейт                           | 27 липня 2010     | 27 липня 2010                            |
| 127 | Сенегал                          | 22 вересня 2010   | 22 вересня 2010                          |
| 128 | Сент-Люсія                       | 25 вересня 2010   | 25 вересня 2010                          |
| 129 | Східний Тимор                    | 25 вересня 2010   | 25 вересня 2010                          |
| 130 | Болівія                          | 18 жовтня 2010    | 18 жовтня 2010                           |
| 131 | Сент-Вінсент і Гренадини         | 8 листопада 2010  | 8 листопада 2010                         |
| 132 | Ямайка                           | 12 листопада 2010 | 12 листопада 2010                        |
| 133 | Зімбабве                         | 22 листопада 2010 | 22 листопада 2010                        |
| 134 | Кабо-Верде                       | 17 грудня 2010    | 17 грудня 2010                           |
| 135 | Соломонові Острови               | 23 грудня 2010    | 23 грудня 2010                           |
| 136 | Науру                            | 25 січня 2011     | 25 січня 2011                            |
| 137 | Республіка Конго                 | 1 лютого 2011     | 1 лютого 2011                            |
| 138 | Коморські Острови                | 9 лютого 2011     | 9 лютого 2011                            |
| 139 | Домініка                         | 25 лютого 2011    | 25 лютого 2011                           |
| 140 | Шрі-Ланка                        | 4 квітня 2011     | 4 квітня 2011                            |
| 141 | Антигуа і Барбуда                | 11 квітня 2011    | 11 квітня 2011                           |
| 142 | Тринідад і Тобаго                | 15 квітня 2011    | 15 квітня 2011                           |
| 143 | Тувалу                           | 4 травня 2011     | 4 травня 2011                            |
| 144 | Ефіопія                          | 10 червня 2011    | 10 червня 2011                           |
| 145 | Уганда                           | 14 липня 2011     | 14 липня 2011                            |
| 146 | Непал                            | 18 липня 2011     | 18 липня 2011                            |
| 147 | Бенін                            | 15 вересня 2011   | 15 вересня 2011                          |
| 148 | Саудівська Аравія                | 16 вересня 2011   | 16 вересня 2011                          |
| 149 | Малаві                           | 16 вересня 2011   | 16 вересня 2011                          |
| 150 | Гаяна                            | 19 вересня 2011   | 19 вересня 2011                          |
| 151 | Кенія                            | 6 жовтня 2011     | 6 жовтня 2011                            |
| 152 | Джибуті                          | 6 жовтня 2011     | 6 жовтня 2011                            |
| 153 | Судан                            | 21 листопада 2011 | 21 листопада 2011                        |
| 154 | Буркіна-Фасо                     | 21 грудня 2011    | 21 грудня 2011                           |
| 155 | Малі                             | 10 квітня 2012    | 10 квітня 2012                           |
| 156 | Гамбія                           | 16 серпня 2012    | 16 серпня 2012                           |
| 157 | Бурунді                          | 17 серпня 2012    | 17 серпня 2012                           |
| 158 | Гана                             | 20 вересня 2012   | 20 вересня 2012                          |
| 159 | Маврикій                         | 27 вересня 2012   | 27 вересня 2012                          |
| 160 | Гаїті                            | 17 жовтня 2012    | 17 жовтня 2012                           |
| 161 | Сент-Кіттс і Невіс               | 23 жовтня 2012    | 23 жовтня 2012                           |
| 162 | Габон                            | 12 листопада 2012 | 12 листопада 2012                        |
| 163 | Есватіні                         | 27 лютого 2013    | 27 лютого 2013                           |
| 164 | Руанда                           | 14 квітня 2013    | 14 квітня 2013                           |
| 165 | Федеративні Штати Мікронезії     | 10 вересня 2013   | 10 вересня 2013                          |
| 166 | Лесото                           | 23 вересня 2013   | 23 вересня 2013                          |
| 167 | Палау                            | 25 вересня 2013   | 25 вересня 2013                          |
| 168 | Вануату                          | 26 вересня 2013   | 26 вересня 2013                          |
| 169 | Сальвадор                        | 28 вересня 2013   | 28 вересня 2013                          |
| 170 | Ємен                             | 28 вересня 2013   | 28 вересня 2013                          |
| 171 | Кірибаті                         | 14 січня 2014     | 14 січня 2014                            |
| 172 | Гренада                          | 17 березня 2014   | 17 березня 2014                          |
| 173 | Ліберія                          | 8 квітня 2014     | 8 квітня 2014                            |
| 174 | Венесуела                        | 4 вересня 2014    | 4 вересня 2014                           |
| 175 | Нігер                            | 15 вересня 2014   | 15 вересня 2014                          |
| 176 | Сьєрра-Леоне                     | 8 жовтня 2014     | 8 жовтня 2014                            |
| 177 | Кот-д'Івуар                      | 30 жовтня 2014    | 30 жовтня 2014                           |
| 178 | Чад                              | 20 березня 2015   | 20 березня 2015                          |
| 179 | Центральноафриканська Республіка | 2 квітня 2015     | 2 квітня 2015                            |
| 180 | Багамські Острови                | 6 вересня 2017    | 6 вересня 2017                           |
| 181 | Барбадос                         | 19 лютого 2020    | 20 лютого 2020                           |
| 1   | Європейський Союз                | 12 червня 2006    | 2006                                     |

### Частково визнані держави
| № | Держава            | Дата визнання  | Дата встановлення дипломатичних відносин |
| - | ------------------ | -------------- | ---------------------------------------- |
| 1 | Мальтійський орден | 30 червня 2006 | 5 вересня 2006                           |
| 2 | Палестина          | 24 липня 2006  | 1 серпня 2006                            |
| 3 | Косово             | 15 січня 2010  | 15 січня 2010                            |

Notes:
↑ : Держави — члени ЄС.

Чорногорія не має дипломатичних відносин із такими державами:
- Беліз,
- Камерун, Мадагаскар, Нігерія, Сан-Томе і Принсіпі, Сомалі, Танзанія, Екваторіальна Гвінея,
- Бутан,
- Маршаллові Острови, Папуа Нова Гвінея, Тонга.

Невизнані і частково визнані держави, які не мають дипломатичних відносин із Чорногорією:
- Абхазія, Нагірно-Карабаська Республіка, Турецька Республіка Північного Кіпру, Сахарська Арабська Демократична Республіка, Сомаліленд, Південна Осетія, Китайська Республіка (Тайвань), Придністров'я.

### Міжнародні організації
| Організація                  | Примітки |
| ---------------------------- | --- |
| Організація об'єднаних націй | 28 червня 2006 року Чорногорія офіційно вступила до ООН. Тим не менш, на даний момент 12 держав — членів ООН не визнали незалежність Чорногорії або не встановили з нею дипломатичних відносин. Держави — члени (180/193) Спостерігачі (3/3) Не враховуючи самої Чорногорії |
| Європейський Союз            | Після проголошення незалежності більшість країн — членів ЄС протягом кількох днів офіційно визнала незалежність. Останнім державою була Фінляндія, яка визнала незалежність Чорногорії 29 червня 2006 року. На даний момент Чорногорія має статус кандидата в члени ЄС.     |
| НАТО                         | Всі держави — члени НАТО офіційно визнали незалежність Чорногорії і встановили з нею дипломатичні відносини. 28 квітня 2017 парламент Чорногорії ратифікував угоду про приєднання країни до НАТО. 5 червня 2017 року Чорногорія офіційно вступила в НАТО.                   |

## Двосторонні відносини з суб'єктами міжнародного права

### Росія
На думку спостерігачів, Москва незадоволена вступом Чорногорії в НАТО.

### ЄС
15 жовтня 2007 року було підписано Угоду про стабілізацію та асоціацію з ЄС. У 2010 році Чорногорія отримала офіційний статус країни — кандидата на вступ до ЄС. Із тих пір країна адаптує своє законодавство відповідно до вимог Євросоюзу.
В опублікованій у лютому 2018 року стратегії ЄС зазначалося, що Чорногорія з Сербією є фаворитами, які можуть бути потенційно готовими до вступу в ЄС у 2025 році.

### НАТО
Чорногорія подала заявку на «План дій щодо членства» 5 листопада 2008 року, який був наданий в грудні 2009 року. Чорногорія також почала повноправне членство в Адріатичній хартії кандидатів в НАТО в травні 2009 року. 2 грудня 2015 року НАТО офіційно запросила Чорногорію приєднатися до альянсу, переговори завершилися у травні 2016 року.
28 квітня 2017 року парламент Чорногорії на урочистому засіданні, яке пройшло в історичній столиці країни — Цетинє, 46 голосами з 81 проголосував за вступ в НАТО.
12 травня 2017 року всі члени НАТО ратифікували підписаний 19 травня 2016 року протокол про вступ Чорногорії до альянсу.
5 червня 2017 року Чорногорія офіційно стала членом НАТО.